# Psychotria toninensis
Psychotria toninensis är en måreväxtart som beskrevs av Spencer Le Marchant Moore. Psychotria toninensis ingår i släktet Psychotria och familjen måreväxter. Inga underarter finns listade i Catalogue of Life.